# 토머스 로스먼
토머스 에드거 "톰" 로스먼(영어: Thomas Edgar "Tom" Rothman, 1954년 11월 21일 ~ )은 미국의 기업인으로, 전 소니 픽처스 엔터테인먼트 회장, 전 폭스 엔터테인먼트 그룹 회장이다. 로스먼이 폭스에 있을 때 《타이타닉》(1997), 《아바타》(2009) 등의 작품이 나왔다.

## 출연 작품
- 빌리 린의 롱 하프타임 워크 (2016)
- 하늘을 걷는 남자 (2015)
- 프로그램 (1993)
- 다운 바이 로 (1986)